# Дарковский, Владимир Станиславович
Владимир Станиславович Дарковский (род. 18 декабря 1987) — российский военнослужащий, гвардии младший лейтенант, командир взвода специального назначения 14-й отдельной гвардейской бригады специального назначения Главного разведывательного управления Министерства обороны Российской Федерации. Герой Российской Федерации (2023).

## Биография
Родился 18 декабря 1987 года в посёлке Селендума Селенгинского района Бурятии. После окончания местной средней школы, поступил в лесопромышленный колледж в Улан-Удэ. Служил срочную службу в рядах Вооружённых сил России. С 2008 по 2011 год проходил службу по контракту в 11-й отдельной гвардейской десантно-штурмовой бригаде, совершил более 50 прыжков с парашютом. Позже перевёлся в 14-ю отдельную гвардейскую бригаду специального назначения ГУ ГШ ВС РФ в Хабаровск. Участник контртеррористических операций на Северном Кавказе. Окончил школу прапорщиков.
С 24 февраля 2022 года в составе своего подразделения принимал участие во вторжении России на Украину. В апреле 2022 года старший прапорщик Владимир Дарковский был награждён медалью «За отвагу». Позже был награждён знаком отличия Святого Георгия — Георгиевского Креста IV степени и орденом Мужества.
27 мая 2023 года указом президента Российской федерации младший лейтенант Дарковский Владимир Станиславович удостоен звания Героя Российской Федерации. Медаль «Золотая Звезда» (№ 1458) Герою вручил в июне 2023 года лично министр обороны Российской Федерации генерал армии Шойгу.

## Награды
- медаль «Золотая Звезда» Героя России (№ 1458).
- орден Мужества,
- медаль «За отвагу»,[5]
- Георгиевский крест IV степени,
- медаль «За боевые отличия»,
- медаль «За укрепление боевого содружества» и другие[1].